# 7-デオキシロガニン-7-ヒドロキシラーゼ
7-デオキシロガニン-7-ヒドロキシラーゼ（7-deoxyloganin 7-hydroxylase）は、モノテルペノイド生合成酵素の一つで、次の化学反応を触媒する酸化還元酵素である。
7-デオキシロガニン + NADPH + H+ + O2 {\displaystyle \rightleftharpoons } ロガニン + NADP+ + H2O
この酵素の基質は7-デオキシロガニン、NADPH、H+とO2で、生成物はロガニン、NADP+とH2Oである。
組織名は7-deoxyloganin,NADPH:oxygen oxidoreductase (7α-hydroxylating)である。